# Alex Borstein

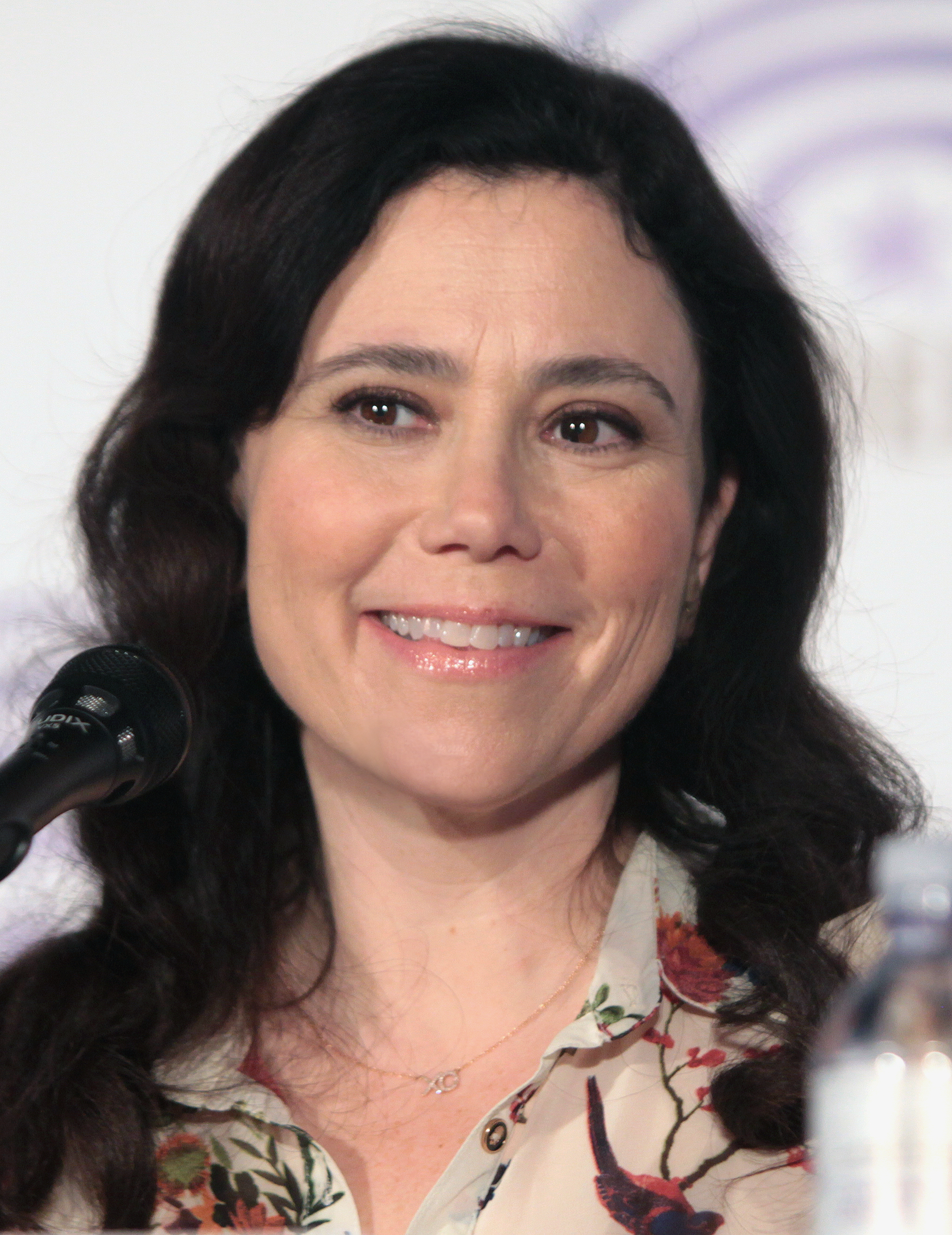
Alex Borstein (2018)

Alexandrea „Alex“ Borstein (* 15. Februar 1971 in Highland Park, Illinois) ist eine US-amerikanische Schauspielerin, Synchronsprecherin, Drehbuchautorin, Produzentin und Komikerin.

## Biographie
Borstein wurde in Highland Park, einem Vorort von Chicago, als Tochter der Ungarin Judy und Irving Borstein geboren, und wuchs im Vorort Deerfield auf. Sie hat zwei ältere Brüder. Borstein ist jüdisch, ihre Mutter ist eine Überlebende der Shoa. Sie zog Anfang der 1980er Jahre nach Südkalifornien. 1989 zog sie nach San Francisco, wo sie an der San Francisco State University Kommunikationswissenschaften studierte und 1992 ihren Abschluss machte. Anschließend ging sie an die California State University, Northridge und strebte einen Magister in ihrem Hauptfach an. Während ihres dortigen Studiums schloss sie sich dem ACME Comedy Theatre an. Dort traf sie auf Erin Ehrlich, ihre spätere Drehbuchautorenpartnerin bei u. a. den Fernsehserien Caspar, Histeria! und Pinky und der Brain.
Borstein war vor allem als Comedian in der Show MADtv, besonders durch die Figur Ms. Swan, bekannt. Sie machte sich aber auch als Produzentin und Drehbuchautorin der Serie Family Guy, in der sie zudem der Figur Lois Griffin und zahlreichen Nebencharakteren wie Tricia Takanawa ihre Stimme leiht, einen Namen. 2006 wurde Borstein gemeinsam mit Steve Callaghan, Gary Janetti und Chris Sheridan mit einem DVD Exclusive Awards in der Kategorie Best Screenplay (for a DVD Premiere Movie) für das Drehbuch von Family Guy Presents: Stewie Griffin – The Untold Story ausgezeichnet.
Von 1999 bis 2014 war Borstein mit dem Schauspieler Jackson Douglas, der neben ihr bei MADtv zu sehen war, verheiratet. Ursprünglich sollte sie auch in der Serie Gilmore Girls die Rolle von Sookie St. James, der Ehefrau von Douglas’ Charakter Jackson Belleville übernehmen, musste jedoch aufgrund vertraglicher Schwierigkeiten aussteigen. So spielte sie in der Serie zwei kleine Nebenrollen: Die der Harfenspielerin Drella und der Designerin Miss Celine.
Für ihre Darstellung der exzentrischen Agentin Susie Myerson an der Seite von Rachel Brosnahan in The Marvelous Mrs. Maisel wurde Borstein mehrfach ausgezeichnet. So gewann sie 2018 und 2019 den Emmy als Beste Nebendarstellerin in einer Comedyserie.

## Filmografie (Auswahl)
- 1997–2005, 2009: MADtv (Fernsehsendung, 125 Episoden)
- 1999–2003, seit 2005: Family Guy (Fernsehserie, Stimme)
- 2000–2005: Gilmore Girls (Fernsehserie, 8 Episoden)
- 2002: Showtime
- 2002: Money for Mercy (Bad Boy)
- 2003: Popstar auf Umwegen (The Lizzie McGuire Movie)
- 2003: Friends (Fernsehserie, Episode 9x20)
- 2004: Catwoman
- 2005: Good Night, and Good Luck.
- 2005–2009, 2012: Robot Chicken (Fernsehserie, 9 Episoden, Stimme)
- 2006: Little Man
- 2007: Die Regeln der Gewalt (The Lookout)
- 2009–2013: The Cleveland Show (Fernsehserie, 17 Episoden, Stimme)
- 2010: Kiss & Kill (Killers)
- 2011, 2013–2015: Shameless (Fernsehserie, 5 Episoden)
- 2012: Hot in Cleveland (Fernsehserie, Episode 3x15)
- 2012: Ted
- 2012: ParaNorman (Stimme)
- 2013–2015: Getting On – Fiese alte Knochen (Getting On, Fernsehserie, 18 Episoden)
- 2014: A Million Ways to Die in the West
- 2015: Alle Jahre wieder – Weihnachten mit den Coopers (Love the Coopers)
- 2016: Bordertown (Fernsehserie, 12 Episoden, Stimme)
- 2016: Gilmore Girls: Ein neues Jahr (Gilmore Girls: A Year in the Life, Miniserie, 2 Episoden)
- 2017: Animals. (Fernsehserie, 1 Episode)
- 2017–2023: The Marvelous Mrs. Maisel (Fernsehserie, 43 Episoden)
- 2021: Die Flummel (Extinct, Stimme)
- 2022: Die Gangster Gang (The Bad Guys) (Stimme)
- 2025: Resident Alien (Fernsehserie, 1 Episode)

## Auszeichnungen und Nominierungen
Primetime Emmy Award
- 2008: Nominierung als Beste Animierte Fernsehserie für Family Guy
- 2013: Nominierung als Beste Synchronstimme für Family Guy
- 2018: Beste Synchronstimme für Family Guy
- 2018: Beste Nebendarstellerin in einer Comedyserie für The Marvelous Mrs. Maisel
- 2019: Beste Nebendarstellerin in einer Comedyserie für The Marvelous Mrs. Maisel

Golden Globe Award
- 2019: Nominierung als Beste Nebendarstellerin – Serie, Mini-Serie oder TV-Film für The Marvelous Mrs. Maisel

Screen Actors Guild Award
- 2006: Nominierung als Bestes Schauspielensemble für Good Night, and Good Luck.
- 2019: Nominierung als bestes Schauspielensemble in einer Comedyserie für The Marvelous Mrs. Maisel
- 2019: Nominierung als Beste Darstellerin in einer Comedyserie für The Marvelous Mrs. Maisel

Critics’ Choice Television Award
- 2018: Nominierung als Beste Nebendarstellerin in einer Comedyserie für The Marvelous Mrs. Maisel
- 2019: Nominierung als „Beste Nebendarstellerin in einer Comedyserie“ für The Marvelous Mrs. Maisel

## Publikationen
- 2007: Cherry Chevapravatdumrong & Alex Borstein: Family Guy: It Takes a Village Idiot, and I Married One, Orion Books, ISBN 978-0-06-114332-8